# 臺東縣蘭嶼鄉蘭嶼國民小學
臺東縣蘭嶼鄉蘭嶼國民小學，簡稱蘭嶼國小，是位於臺灣臺東縣蘭嶼鄉的一所公立國民小學，其歷史可追溯至1923年建立的紅頭蕃童教育所。現時本校學生僅有約30人。

## 沿革

紅頭蕃童教育所的第一屆畢業生於校門口合影

1923年（大正12年）4月1日，蘭嶼的第一所學校紅頭蕃童教育所成立，為蘭嶼國小的前身，由日本警察擔任授課老師，課程以簡單的日語為主，第一屆共有14名學生畢業（9名男性與5名女性），初建時學生皆來自紅頭部落，後來漸有漁人部落與朗島部落的學生前來就讀，其中後者因距離較遠，平日宿於學校，且在1932年東清部落亦設有蕃童教育所後多轉往該校就讀。
1946年（民國35年），本校改名為台東縣紅頭國民學校，次年復改名台東縣蘭嶼國民學校，由朱清輝擔任首任校長，並於椰油村成立分校，即椰油國小之前身。1963年9月，椰油分校獨立建校。1968年，因應九年國民教育實施，本校又改為現名。2000年，本校由紅頭村內遷至位於八代灣、靠海的新校區。

## 圖集

校舍
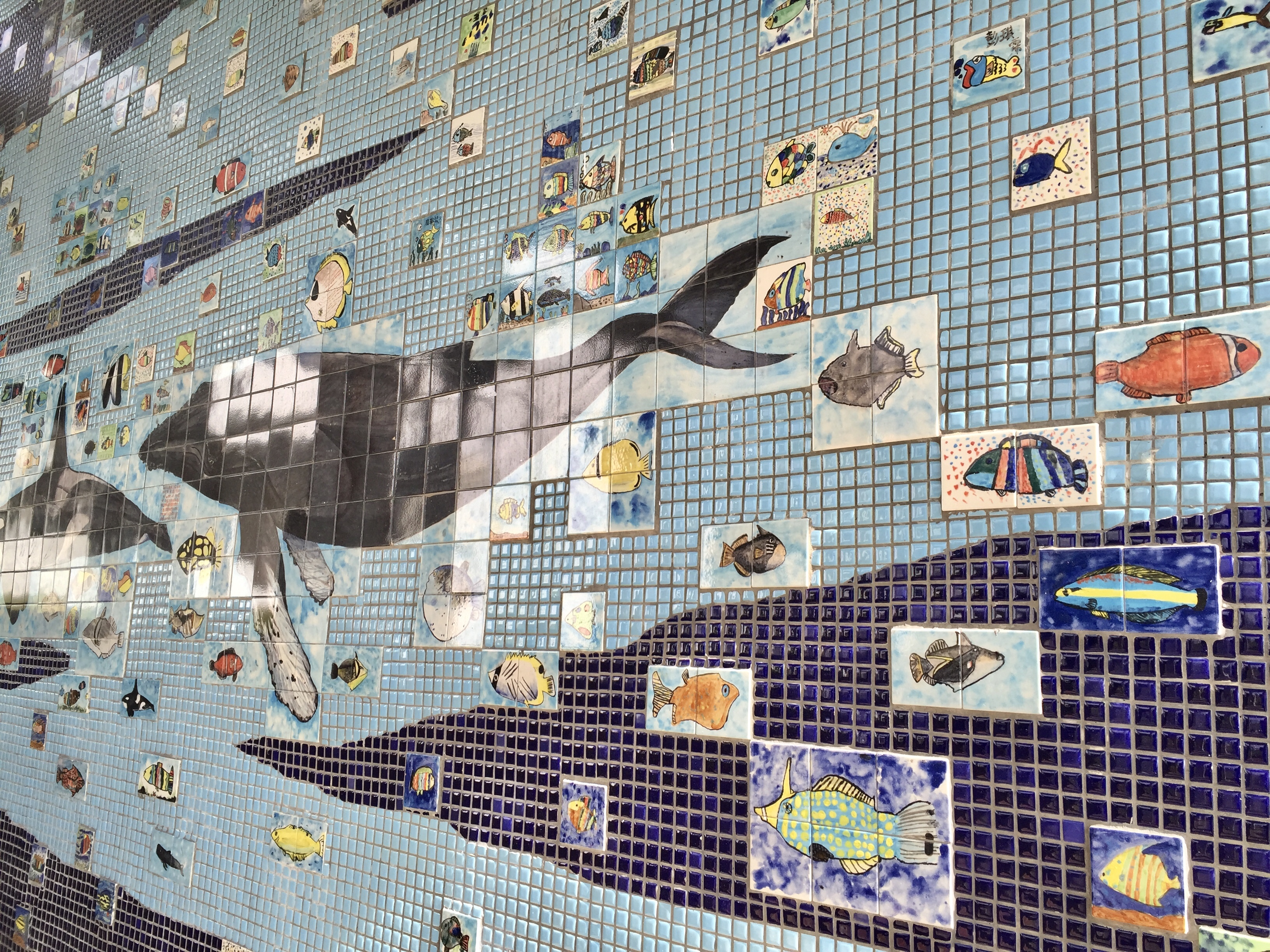
馬賽克牆
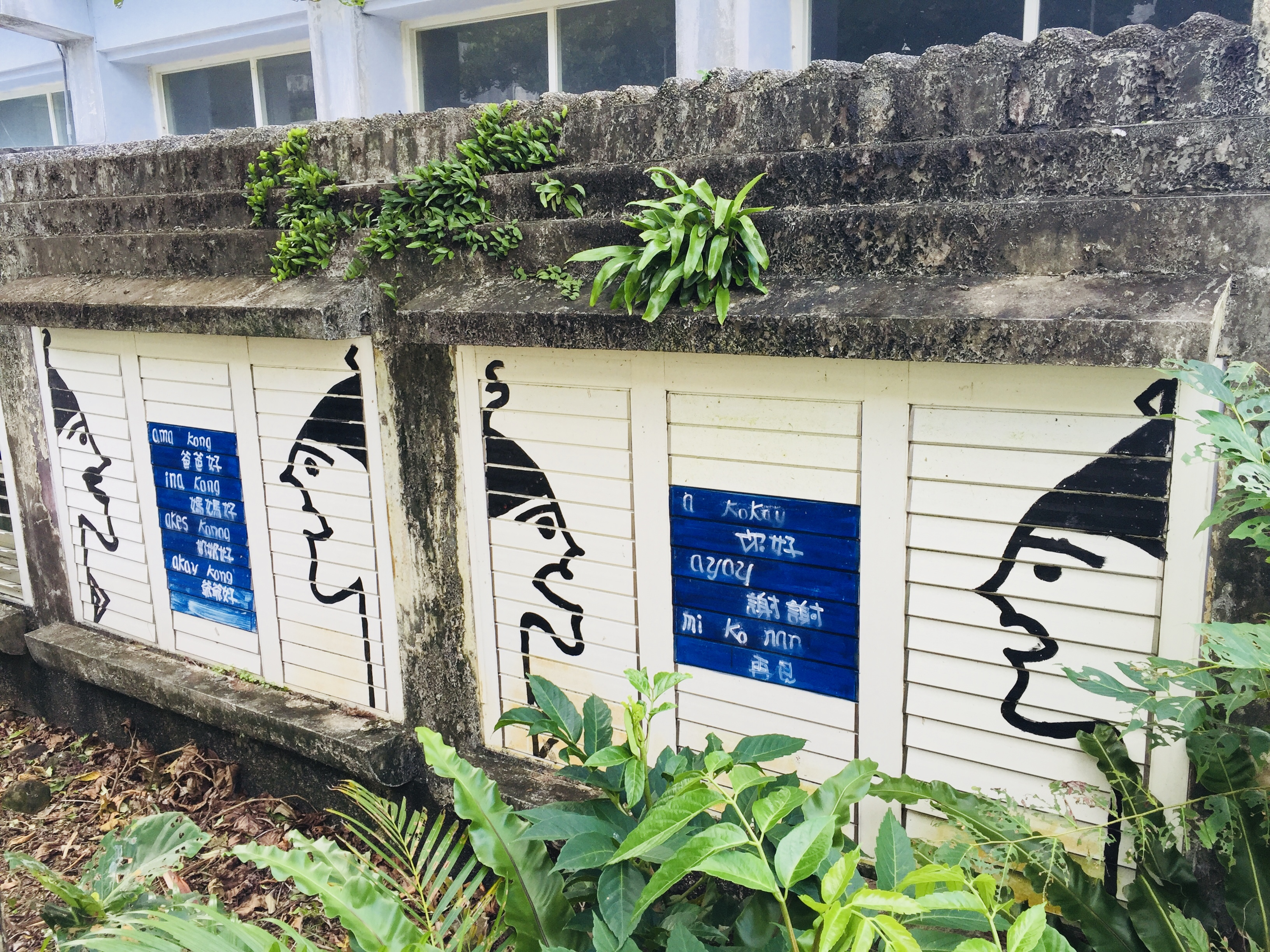
牆上展示達悟語問候語
教室